# Soullans
Soullans é uma comuna francesa na região administrativa da Pays de la Loire, no departamento de Vendéia. Estende-se por uma área de 41,09 km². Em 2010 a comuna tinha 4 318 habitantes (densidade: 105,1 hab./km²).